# Серая лисица
Серая лисица (лат. Urocyon cinereoargenteus) — вид семейства псовых, обитающий в Северной и Центральной Америке, а также на крайнем севере Южной Америки.

## Описание
Серая лисица небольшого роста. Вокруг тёмно-коричневого носа шерсть «окрашена» белым пятном, основной цвет — рыже-коричневый, шерстью этого цвета покрыты бока, шея и лапы серой лисы. Область живота покрыта белой шерстью. Характерна также чёрная линия, тянущаяся от основания хвоста до его кончика. Другой отличительной особенностью является ещё одна чёрная линия, пересекающая лицо от носа к глазам, далее «уходящая» по бокам головы назад. Высота в холке — 30—40 см. Серая лисица очень проворна и ловка, по сравнению с другими лисицами, быстро бегает, а также умеет лазить по деревьям (её ещё прозвали древесной лисой).
Серая лиса плотного телосложения, с более короткими, по сравнению с рыжей лисой, лапами, поэтому она меньшего роста, но зато её длинный пушистый хвост выглядит более роскошно, нежели у её соперницы. Правда, её подшерсток не так хорошо спасает от холодов, нежели у рыжей лисицы, поэтому серая лисица не может жить в особенно холодном климате.

## Размножение и популяция
Серые лисицы моногамны и живут с партнёром до конца жизни. После спаривания, в феврале, у матери может родиться от 4 до 10 лисят, которые уже 11 месяцев от роду покидают родителей. Возможно именно из-за этой своей способности к плодовитости этот вид не оказался на грани смерти. Ежегодное истребление серой лисицы, например, в штате Висконсин, из-за её мягкого меха, снижало численность популяции вида до половины.

## Подвиды[2]
- Urocyon cinereoargenteus borealis
- Urocyon cinereoargenteus californicus
- Urocyon cinereoargenteus colimensis
- Urocyon cinereoargenteus costaricensis
- Urocyon cinereoargenteus floridanus
- Urocyon cinereoargenteus fraterculus
- Urocyon cinereoargenteus furvus
- Urocyon cinereoargenteus guatemalae
- Urocyon cinereoargenteus madrensis
- Urocyon cinereoargenteus nigrirostris
- Urocyon cinereoargenteus ocythous
- Urocyon cinereoargenteus orinomus
- Urocyon cinereoargenteus peninsularis
- Urocyon cinereoargenteus scotti
- Urocyon cinereoargenteus townsendi
- Urocyon cinereoargenteus venezuelae

## Галерея

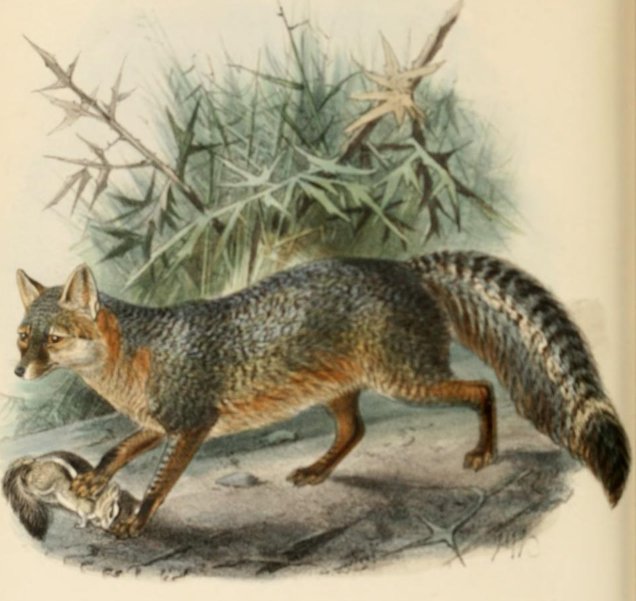
U. cinereoargenteus, рисунок Й. Г. Кьолеманса, 1890
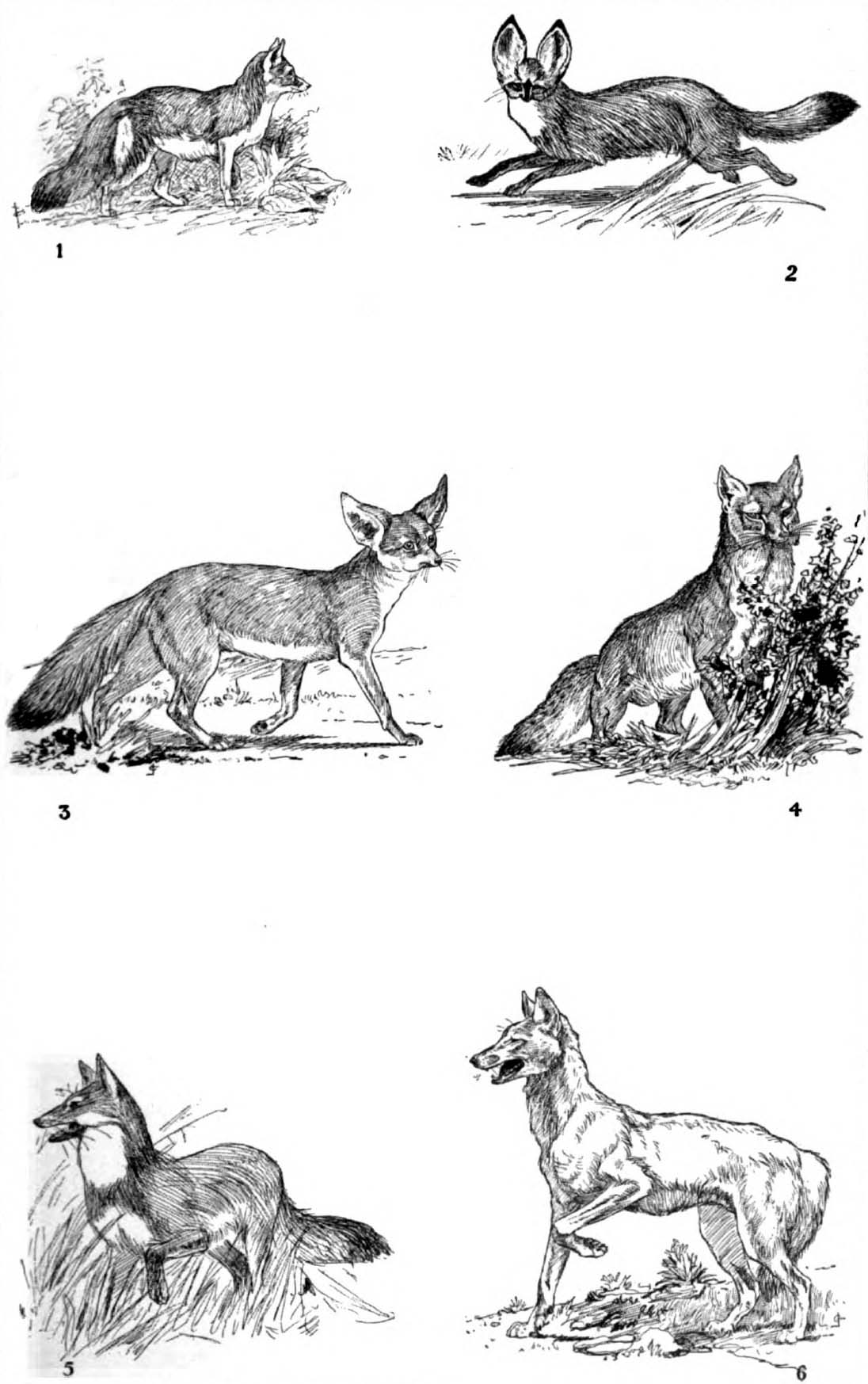
Рисунок шести видов семейства псовых, серая лиса внизу, слева
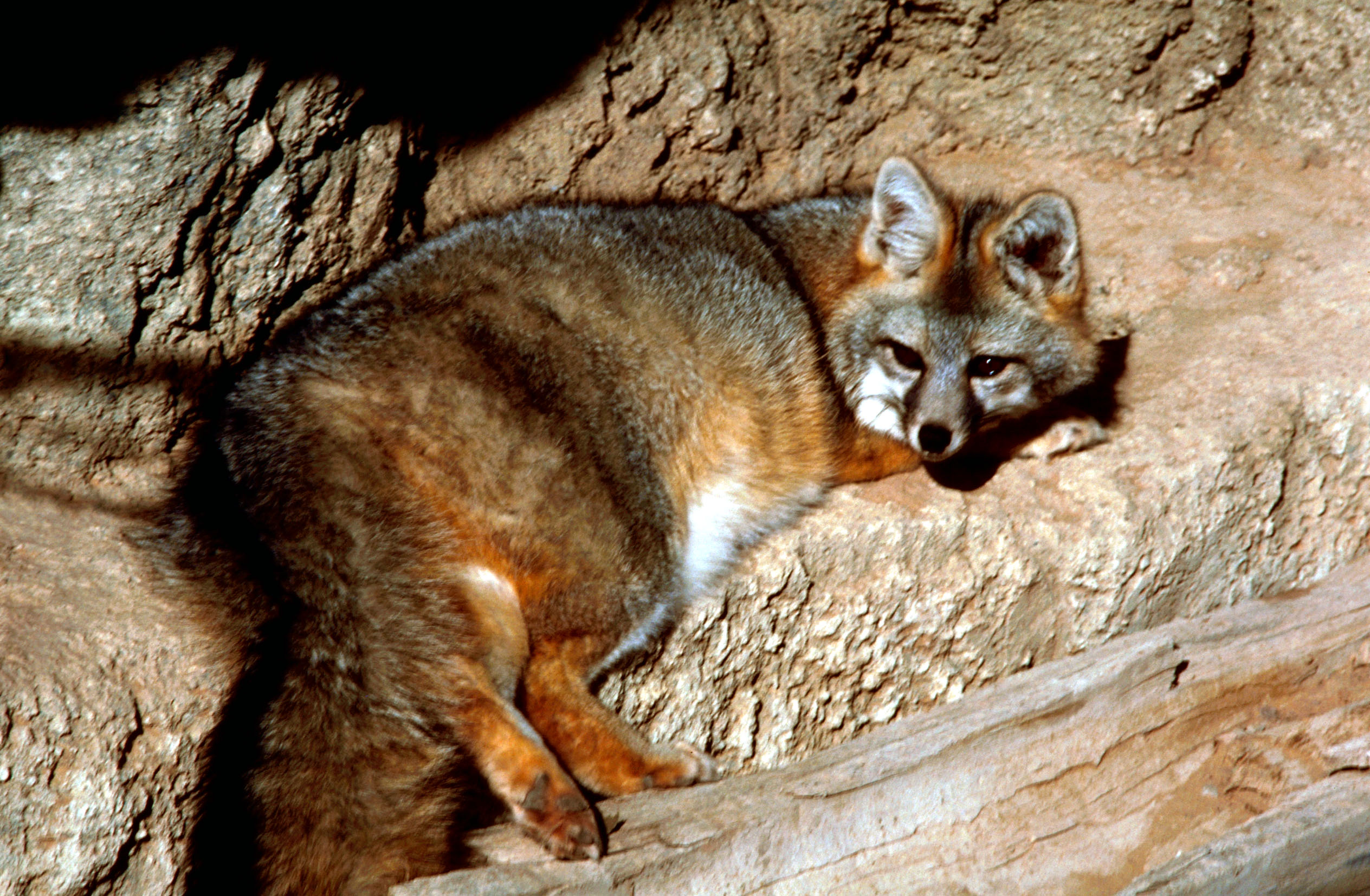
U. cinereoargenteus, Нью-Мексико
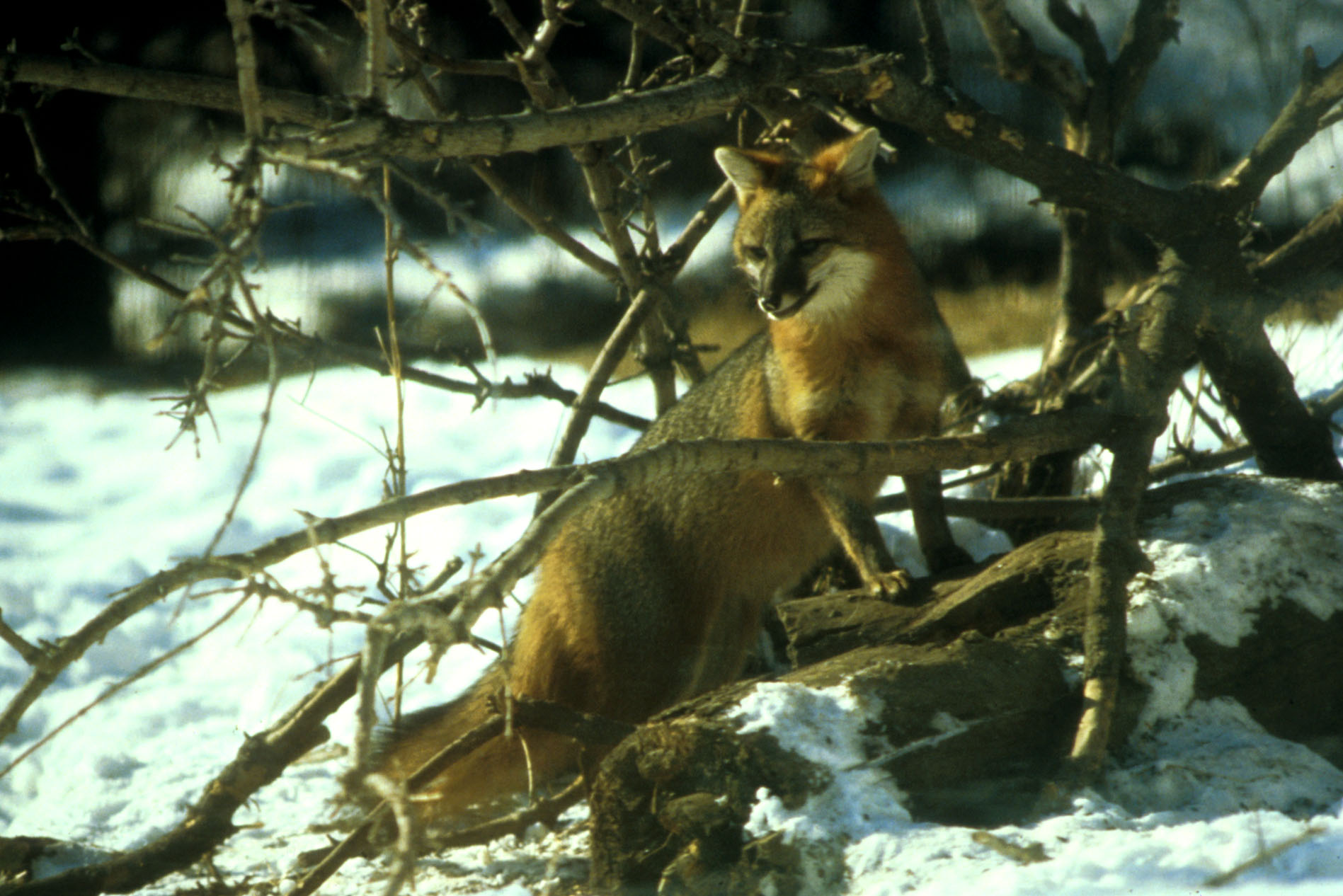
U. cinereoargenteus, Миннесота
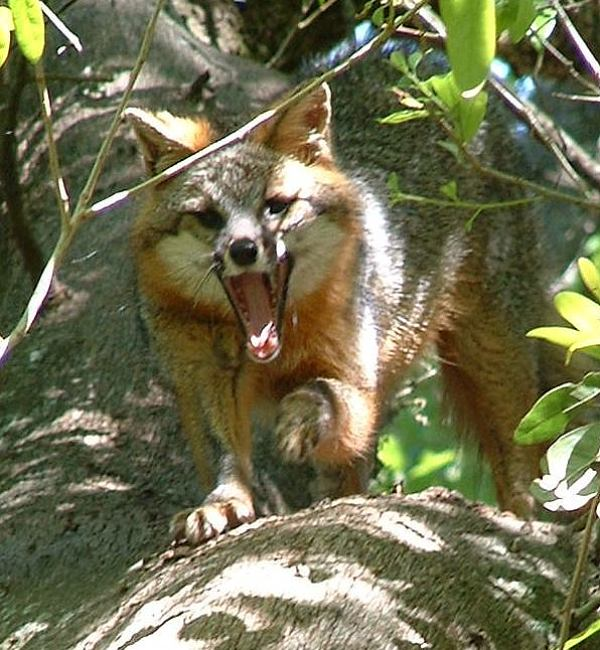
U. cinereoargenteus, северная Флорида
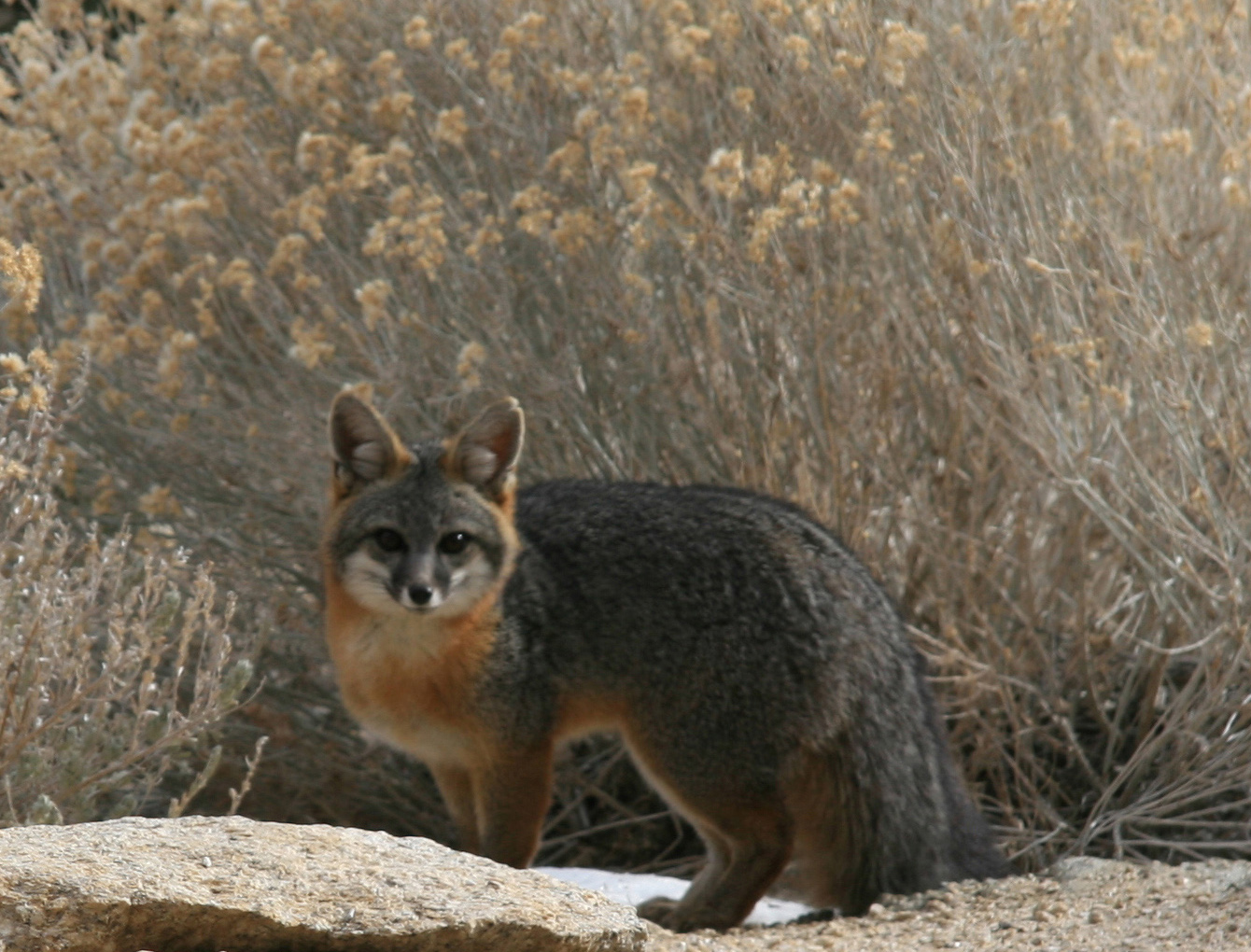
U. cinereoargenteus на высоте 2,1 тысяч метров в Калифорнии
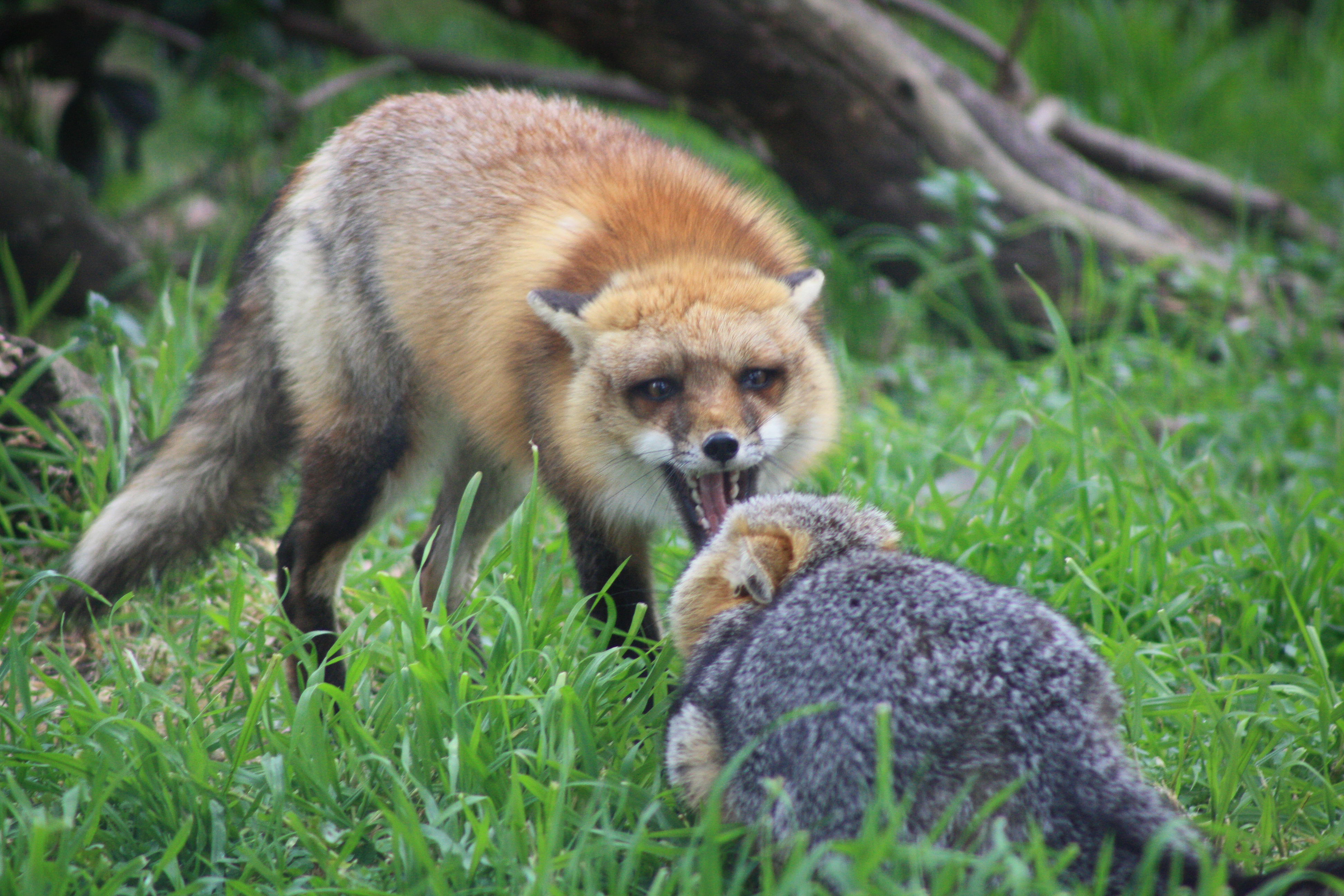
Встреча рыжей лисы (Vulpes vulpes) с серой (Urocyon cinereoargenteus)